# أوغستين جوزيف كارون
أوغستين جوزيف كارون (بالفرنسية: Augustin Joseph Caron)‏ هو جندي فرنسي، ولد في 29 أكتوبر 1774 في Creuse, Somme ‏ في فرنسا، وتوفي في 1 أكتوبر 1822 في ستراسبورغ في فرنسا.